# Laguncularia racemosa
Laguncularia racemosa, conocido también en Cuba como patabán, y en Colombia, Venezuela y Costa Rica como mangle blanco o mereicillo, es la única especie del género monotípico Laguncularia. 

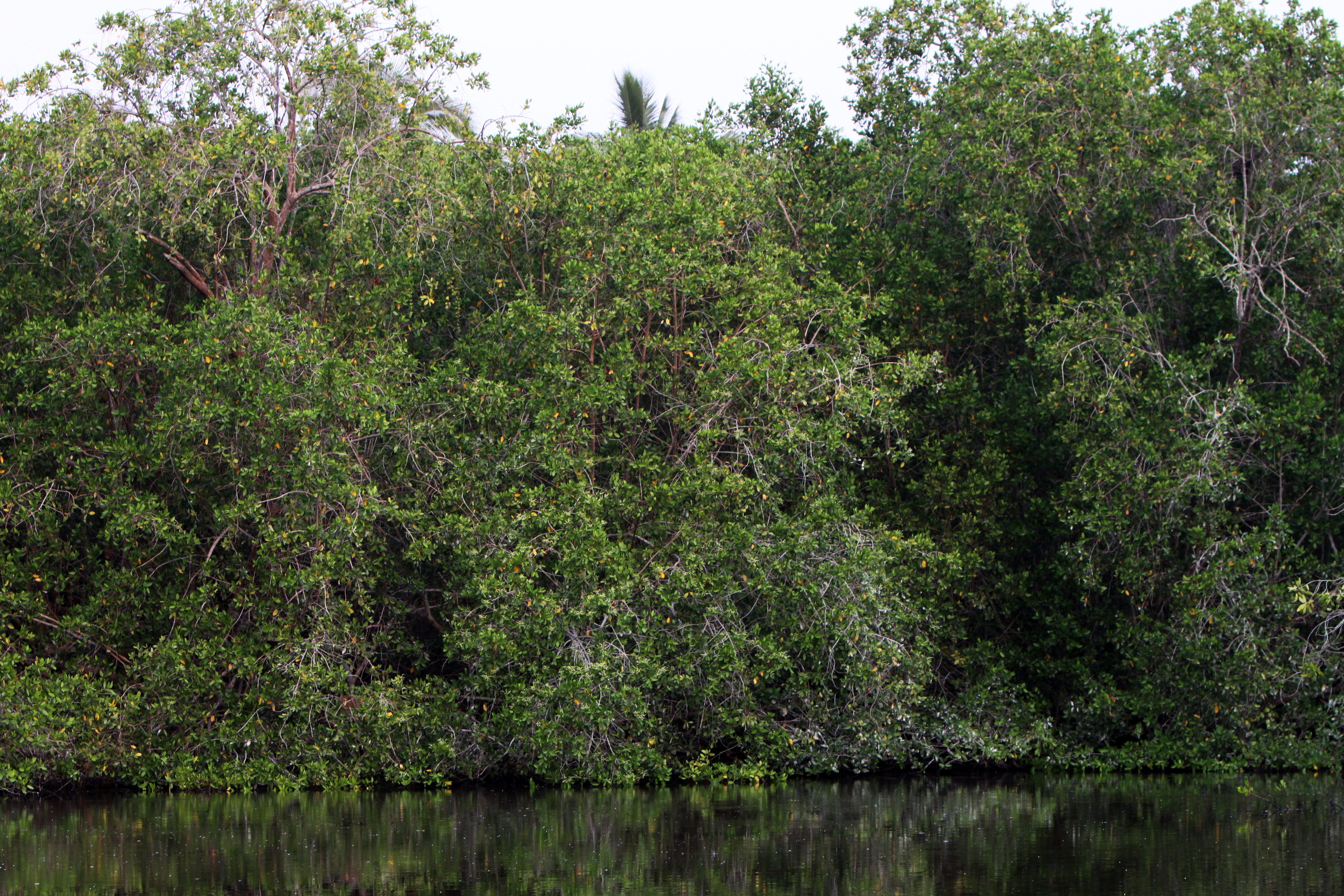
Vista de la planta

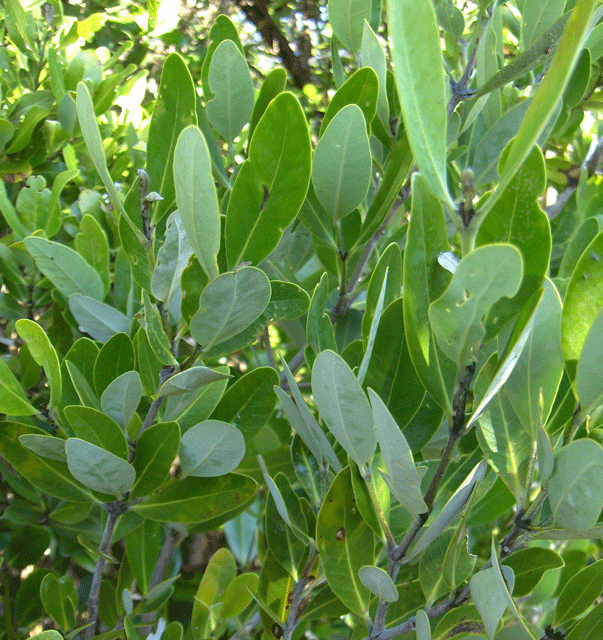
Detalle de las hojas

## Descripción
Esta especie puede crecer en forma de arbusto, o de árbol con una altura de entre 12 a 18 m. 
Puede desarrollar tanto raíces tabulares (de apoyo) como neumatóforos dependiendo de las condiciones de su hábitat.  Las hojas, amarillo verdosas y con textura coriácea, son opuestas, oblongo-elípticas, de 3–11 cm de largo por 2–6 cm de ancho; el ápice y la base son obtusos a redondeados. Pecíolos de 7–15 (–20) mm de largo con 2 glándulas basales en el envés que segregan azúcares. La inflorescencia es una espiga axilar o terminal con pequeñas flores hermafroditas de color crema a blanco.
A diferencia de la mayoría de las plantas, cuyas semillas germinan al caer sobre suelo adecuado, las semillas de L. racemosa al igual que los demás mangles, empiezan a germinar cuando aún están en el fruto (característica llamada viviparidad), y una vez desarrollados los pequeños propágulos, caen al agua donde pueden mantenerse a flote durante 24 días hasta que encuentran un lugar donde enraizar.

## Distribución y hábitat
Se encuentra frecuente en manglares pantanosos a lo largo de las costas pacífica y atlántica; a una altitud de 0–10 m s. n. m.; florece y fructifica durante la mayor parte de año. Ampliamente distribuido  en  las costas de África occidental, de Senegal a Camerún; costas del Atlántico en América, desde Bermudas, Florida, Bahamas, México y el Caribe, hasta el sur de Brasil; y costas del Pacífico en América, desde México hasta el noroeste de Perú, incluyendo las Islas Galápagos.
Crece en áreas costeras de bahías, lagos, esteros, prefiriendo el borde interior del cinturón de mangles; se halla más lejos de la línea de la marea que la mayoría de otras especies de rizoforáceas.

## Taxonomía
Laguncularia racemosa fue descrita por (L.) Karl Friedrich von Gärtner y publicada en Supplementum Carpologiae 209 . 1807.
Sinonimia
- Conocarpus racemosus L.	basónimo
- Horau racemosus (L.) M.Gómez
- Laguncularia obovata Miq.
- Laguncularia racemosa f. longifolia J.F. Macbr.
- Rhizaeris alba Raf.
- Schousboea commutata Spreng.[7]